# Mummolí
Mummolí o Mommolí fou un noble franc, majordom de palau de Nèustria el 566. Comte a Soissons, fou el pare de Bodogisel i Babó, ambaixadors francs a Constantinoble. Certs historiadors i genealogistes han sostingut a les seves obres. la hipòtesi que Mummolí (o Mommolí) seria: 
- El fill de Munderic, aspirant al tron franc de Colònia
- L'avi patern d'Arnulf de Metz[5] i, per tant, un ancestre directe dels carolingis.[6]